# Омахеке
Омахеке (англ. Omaheke Region) — є однією з 14 адміністративних областей Намібії і знаходиться на крайньому сході країни, біля кордону з Ботсваною . Площа області становить 84 612 км². Чисельність населення 71 233 особи (на 2011).  Адміністративний центр — місто Гобабіс.

## Географія
Область Омахеке знаходиться в безпосередній близькості від пустелі Калахарі і являє собою одноманітний ландшафт: безкрайній, зарослий травою степ, з чагарниками акацій і верблюжої колючки. Найвища точка — Омітараберг (1625 метрів), розташовується на північ від села Омітара.

## Історія
Область Омахеке є батьківщиною народу гереро. Під час повстання гереро проти  німецьких колоніальної влади в 1904, після розгрому основних сил повсталих в  Битві при Ватербергу, вцілілі гереро тікали через територію Омахеке в британський Бечуаналенд, розраховуючи знайти там притулок. Так як німецькі війська не підпускали гереро до джерел води, величезна їх кількість загинуло по дорозі від спраги. Багатьма вченими ці події розглядаються як перший геноцид в історії ХХ століття.

## Адміністративний поділ
В адміністративному відношенні область поділяється на 7 виборчих районів:
- Aminius
- Epukiro
- Gobabis
- Kalahari
- Okorukambe
- Otjinene
- Otjombinde